# Bão Mangkhut (2013)
Bão Mangkhut (chỉ định quốc tế:1310, tên của PAGASA: Kiko, tên của Việt Nam:Bão số 6, tên của Mỹ:10W) là một cơn bão nhiệt đới hình thành ngày 5 tháng 8 từ một áp thấp nhiệt đới ngoài khơi Philipppines. Đêm 7 tháng 8, nó đổ bộ vào Ninh Bình và Thanh Hóa (tâm bão vào Bắc Thanh Hóa) và gây ra một đợt mưa vừa, mưa to cho các tỉnh Bắc Bộ và Bắc Trung Bộ Việt Nam. Nhiều tuyến đường của Hà Nội đã biến thành "sông". Bão đã làm 2 người chết và 3 người mất tích.
Tên bão Mangkhut được Thái Lan thay thế cho tên bão Durian, một cơn bão tàn phá Nam Bộ Việt Nam cuối năm 2006 với 73 người chết và 31 người mất tích.

## Hình thành và phát triển
Ngày 5 tháng 8, cả JMA và PAGASA báo cáo rằng một áp thấp nhiệt đới đang hình thành trên một môi trường thuận lợi, cách khoảng 145 km (90 dặm) về phía đông bắc của Puerto Princesa ở Palawan và đặt tên nó là Kiko.
Sau ngày hôm đó, hệ thống ngày càng cảnh cáo khi JMA báo cáo nó đã mạnh thành bão nhiệt đới và đặt tên cho nó Mangkhut, trước khi JTWC chỉ định nó như là áp thấp nhiệt đới 10W. Ngày hôm sau, nó di chuyển theo hướng bắc tây bắc trước khi đổ bộ vào Ninh Bình-Thanh Hóa tối 7 tháng 8 và sáng hôm sau, nó tan trên đất Lào.
Do ảnh hưởng của bão, từ đêm 7 tháng 8 đến sáng 8 tháng 8, mưa trút xuống Hà Nội với lượng 300 mm (12 in) và ở các tỉnh từ Hải Phòng đến Thanh Hóa đã có gió mạnh cấp 8,9 (tức là từ 62–88 km/h).

## Ảnh hưởng

### Việt Nam

#### Nghệ An
Chiều 7 tháng 8, tàu cá của ông Trương Văn Thức (trú tại Hoàng Mai, Nghệ An) cùng 11 thuyền viên đang trên đường di chuyển vào bờ tránh bão thì bị hỏng máy trên vùng biển cách Cửa Lò khoảng 20 hải lý.
Ban chỉ huy tìm kiếm cứu nạn tỉnh đã điều động một tàu của Hải đội 2 thuộc Bộ đội Biên phòng tỉnh tiếp cận. Tuy nhiên, do thời tiết xấu và sóng to nên tàu không đủ sức cứu nạn. Ngay sau đó Bộ đội Biên phòng Nghệ An đã báo cáo Bộ Tư lệnh Hải quân cho phép tàu của Hải đội 2 quay trở về. Bộ Tư lệnh Hải quân đã điều một tàu thuộc Bộ đội Biên phòng tỉnh Hà Tĩnh tham gia cứu nạn. Đến khoảng 18h, tàu cứu nạn BP34-1901 của Bộ đội biên phòng Hà Tĩnh đã tiếp cận thành công và lai dắt con tàu gặp nạn vào bờ.

#### Thanh Hóa
Văn phòng Ban chỉ huy phòng chống lụt bão và tìm kiếm cứu nạn tỉnh Thanh Hóa cho biết, khoảng 19 giờ (giờ Việt Nam), một sà lan đang thi công nạo vét công trình biển tại Nhà máy Liên hợp Lọc hóa dầu Nghi Sơn (Khu kinh tế Nghi Sơn, huyện Tĩnh Gia) bị đứt dây neo, trôi dạt vào vùng biển Nghệ An. Trên sà lan có 3 thủy thủ, hiện vẫn giữ liên lạc với đất liền nhờ sóng điện thoại di động.
Ông Hoàng Minh Luyện, Tham mưu trưởng Bộ đội Biên phòng tỉnh Thanh Hóa, cho biết, lực lượng này đang liên lạc với Bộ đội biên phòng và tìm kiếm cứu nạn tỉnh Nghệ An cử tàu lớn (4.500 tấn) phối hợp tìm kiếm sà lan và 3 thủy thủ nói trên. Tuy nhiên, các thủy thủ không thể xác định được phương hướng cũng như vị trí do trời tối, sóng biển quá to, gió ngày càng mạnh.
Lúc 21 giờ 30 (theo giờ Việt Nam), bão Mangkhut đã đổ bộ vào 2 huyện ven biển Hậu Lộc và Nga Sơn của tỉnh Thanh Hóa gây mưa to, gió mạnh 8-9. Lượng mưa đo được đến 19h cùng ngày là 40–70 mm. Sóng biển cao 3–4 m.

#### Hải Phòng
Chiều 7 tháng 8, nghe thông tin bão Mangkhut ảnh hưởng tới Hải Phòng, một thiếu niên tên là Phạm Thanh Sơn (16 tuổi, trú tại phường Đằng Giang, quận Ngô Quyền) cùng 3 người bạn đi 2 xe máy xuống bờ biển Đồ Sơn xem bão. Cả bốn người dừng lại tại bờ biển khu 1 trước khách sạn Hải Yến để xem sóng đánh. Sơn dám cả gan, hiếu kỳ một mình chạy lại sát bờ kè xem bão và bất ngờ bị sóng cuốn xuống biển.

#### Hà Nội
Do ảnh hưởng của bão, Hà Nội đã có mưa lớn với lượng 300 mm (12 in), khiến nhiều tuyến đường phố biến thành "sông".